# 壮穴属
壮穴属（学名：Fellodistomum），是壮穴科下的一个属。

## 下属物种
- 康吉鳗壮穴吸虫 Fellodistomum congeri Shen, 1987